# Triagon Academy
Die TRIAGON Academy (kurz Triagon, juristisch Triagon Academy Ltd.) ist eine maltesische private, staatlich anerkannte Hochschule ("Higher Education Institution"). Zielgruppe sind vor allem berufstätige Studierende, die sich nebenberuflich aus- und weiterbilden möchten. Der Fokus liegt auf betriebswirtschaftlichen, kreativen, psychologischen sowie sportwissenschaftlichen Studiengängen.

## Akkreditierung
Die TRIAGON Academy ist durch die zuständige maltesische Behörde MFHEA ("Malta Further and Higher Education Authority") als Hochschule ("Higher Education Institution") staatlich anerkannt und darf Abschlüsse auf den EQR-Leveln 6 (Bachelor), 7 (Master) und 8 (Promotion) verleihen.
Weiterhin ist die TRIAGON durch die deutsche Akkreditierungsagentur ACQUIN gemäß den europäischen Qualitätsstandards System akkreditiert.
Auch die TRIAGON Master-, DBA- und Ph.D.-Programme sind durch die ACQUIN akkreditiert.

## Studienkonzept
Lehrveranstaltungen der TRIAGON Academy sind weitgehend virtuell, es gibt aber auch Präsenzveranstaltungen. Letztere finden in Malta oder an Standorten in Deutschland (Frankfurt, Mannheim, Ismaning, Treuchtlingen, Unna oder Berlin), in Österreich (Wien), der Schweiz (Schaffhausen) oder Ghana (Accra) statt.

## Studienangebot
Die TRIAGON bietet, Stand Mai 2025, 16 Bachelor-, vier Master-, sowie jeweils 3 MBA- und Promotions-Studiengänge an.

### Bachelor Studiengänge
Die Bachelor Studiengänge sind als "Top Up" Bachelor Programme ausgelegt und umfassen lediglich 60 ECTS bzw. eine Studiendauer von einem Jahr. Zugangsvoraussetzung ist jeweils ein fachbereichsverwandter Abschluss auf EQR-Level 5 bzw. 120 ECTS.
Je nach Studiengang wird der Bachelor of Science (B.Sc.) oder Varianten des Bachlor of Arts verliehen.
Management:
- Business Management
- Marketing
- Personalmanagement

Sportwissenschaften:
- Sportwissenschaft
- Sportpsychologie

Kreative Studiengänge:
- Mediendesign
- Tontechnik
- Musical
- Dance & Choreography
- Film
- Darstellende Kunst
- Fotografie
- Musik
- Musikkomposition
- Musikpädagogik
- Schauspiel

### Master Studiengänge
Die Master Studiengänge stehen Bachelor Absolventen offen und haben einen Umfang von 90 ECTS. Es werden „Master of Science“ (M.Sc.) sowie „Master of Business Administration“ (MBA) verliehen.
- Project Studies (M.Sc.)
- Leadership and Strategic Management (M.Sc.)
- Sportpsychologie (M.Sc.)
- Sportwissenschaft (M.Sc.)
- Wirtschaftspsychologie (MBA)
- Projektmanagement (MBA)
- Business Administration (MBA)

### Doktorat Programme
Die Doktorat Programme sind auf eine Dauer von 36 Monaten ausgelegt und entsprechen der 3. Ebene der Bologna-Klassifikation (Level 8 gemäß EQR)
- Doctor of Psychology (D.Psych)
- Doctor of Philosophy (Ph.D.)
- Doctor of Business Administration (DBA)

### Duale Studiengänge
Die TRIAGON bietet ihre Studiengänge auch in einem dualen Konzept mit Kooperationspartnern aus der Wirtschaft und Industrie an. Partnerunternehmen waren bisher u. a. Amazon, hagebau, Hornbach und die Rote Raben Vilsbiburg.

## Kontroverse
Für kontroverse Diskussionen sorgen die "Top Up" Bachelor-Programme der TRIAGON. Zugangsvoraussetzung für diese ist ein Abschluss nach EQR Level 5 (EQR 4 entspricht in Deutschland einer 3-jährigen Berufsausbildung, EQR 6 einer Fortbildung z. B. zum Techniker). Somit können Studierende mit einer fachverwandten Berufsausbildung und einer gewissen Berufspraxis diese mit 120 ECTS anerkennen lassen und einen Bachelor Abschluss mit nur 60 ECTS akademischer Leistungen erhalten.
"Top Up" Bachelor Programme sind in manchen Ländern, neben Malta auch z. B. in Großbritannien, durchaus gängig.
Nach einem Beschluss der Kultusministerkonferenz vom 28. Juni 2002 zur "Anrechnung von außerhalb des Hochschulwesens erworbenen Kenntnissen und Fähigkeiten auf ein Hochschulstudium (I)" können zwar auch in Deutschland außeruniversitäre Leistungen auf ein Hochschulstudium angerechnet werden, diese dürfen aber maximal 50 % der Gesamtstudienleistung umfassen. Neben Kritik in diversen Online-Foren ist ein einjähriger "Top Up" Bachelor, auch von staatlichen Universitäten, in Deutschland nicht zwangsläufig ausreichend für den Zugang zu einem Master Studium. Bei Anabin ist die Triagon Academy nicht aufgeführt.